# 장길자
장길자(張吉子, 1943년 10월 29일(음력 10월 1일)~)는 사회복지단체인 국제위러브유운동본부의 명예회장이다. 하나님의교회 세계복음선교협회에서 '어머니 하나님'으로 신앙의 대상이다.

## 소속
- 현(現) 국제위러브유운동본부 명예회장
- 전(前) 새생명복지회(舊 장길복지회) 회장[4]
- 하나님의교회